# Gildan Activewear
Gildan Activewear Inc. es un fabricante canadiense de ropa de marca, incluyendo sportswear que no se decora como camisetas, camisas de deporte y forros, los cuales están luego decorados por empresas de serigrafía con diseños y logos. También aportan marcas y etiquetas privadas por calcetines de deporte, de casual y de vestido a empresas de minorista en los Estados Unidos. incluyendo Gold Toe Brands, PowerSox, SilverToe, Auro, All Pro, y la marca Gildan. La empresa también fábrica y distribuye las marcas de calcetines Under Armour y New Balance, y tiene aproximadamente 33,000 empleados en todo el mundo, y es dueño y operador de facilidades de fabricación en Río Nance, Honduras y el Caribe.
Se la fundaron Glenn y Greg Chamandy en 1984 con la adquisición de una fábrica de tejido en Montreal, Canadá, para hacer fábricas para proveer Harley Inc., la empresa de ropa de niños que ya fue negocio de la familia. Más tarde se expandió para vender camisetas de 100% algodón a mayoristas, las cuales luego las revendieron a empresas de serigrafía en los Estados Unidos y Canadá, por ser decoradas con diseños y logos. Por 1994 se cerraron Harley por enfocarse en la expansión de Gildan Activewear.
La combinación de sueldos bajos y tecnología avanzada se ha facilitado que Gildan baja el precio de sus camisetas hasta más bajo que lo de sus rivales en China.
Gildan abrió su facilidad primera de coser de offshoring en Río Nance, Honduras, en 1997. La planta se integró verticalmente y empleaba 1,200 trabajadores. Un año después consiguió una oferta pública de venta, y se puso en la Bolsa de Toronto y la American Stock Exchange.
Por 2001, Gildan fue el mayor distribuidor de camisetas de algodón en los Estados Unidos, según determinó el informe S.T.A.R.S. de ACNielsen. El año próximo se abrió una facilidad por tejido, blanqueado, terminación y cortas en Río Nance, Honduras.
En los próximos años, Gildan continuaba su expansión, abriendo facilidades de coser en  Nicaragua y la República Dominicana, con un centro de distribución en Charleston, Carolina del Sur.
En 2010 la empresa invirtió $15m en Shahriyar Fabric Industries Limited en Bangladés para apoyar desarrollo planeado por Asia y Europa.
En enero de 2017, Gildan adquirió la marca de ropa American Apparel, su propiedad intelectual y todos sus activos en una subasta pagando $88 millones de dólares.